# Robert Cushman Murphy
Pour les articles homonymes, voir Murphy.
Robert Cushman Murphy est un ornithologue américain, né le 29 avril 1887 à Brooklyn, quartier de New York et mort le 20 mars 1973.

## Biographie
Il fait ses études à l’université Brown où il est diplômé en 1911. Il est l’auteur de plus de 600 articles scientifiques. Ses deux plus importantes publications sont Logbook for Grace; Whaling Brig Daisy, 1912-1913 et Oceanic Birds of South America.
Après son départ à la retraite à Old Field dans l'État de New York, en 1957, il tente, avec d’autres citoyens de Long Island dont Archibald Roosevelt (1894-1979), de stopper les pulvérisations de DDT à cause des dommages que ce produit causait à la faune sauvage.
Il est élu membre correspondant de la Royal Australasian Ornithologists Union en 1939. Il est conservateur des oiseaux au American Museum of Natural History. Il reçoit la Médaille John Burroughs en 1938.
La plupart de ses manuscrits sont conservés à l’American Philosophical Society à Philadelphie, une autre partie à l’université d'État de New York à Stony Brook. Après sa mort, son nom fut donné à un collège de Long Island.

## Annexe

### Orientation bibliographique
- D.W. Snow (1973). Robert Cushman Murphy and his ‘Journal of the Tring trip’, Ibis, 115 (4) : 607-611.

### Source
- (en) Cet article est partiellement ou en totalité issu de l’article de Wikipédia en anglais intitulé « Robert Cushman Murphy » (voir la liste des auteurs) (version du 26 mars 2007).